# Liste der Nummer-eins-Hits in Frankreich (2006)
Diese Liste enthält alle Nummer-eins-Hits in Frankreich im Jahr 2006. Es gab in diesem Jahr 19 Nummer-eins-Singles und 29 Nummer-eins-Alben.

## Singles
| ← 2005 ← | Liste der Nummer-eins-Hits in Frankreich (Top Singles) | Liste der Nummer-eins-Hits in Frankreich (Top Singles) | Liste der Nummer-eins-Hits in Frankreich (Top Singles) | 2007 →                    |
| \| Zeitraum \| Wo. ges. \| Interpret \| Titel Autor(en) \| Zusätzliche Informationen \| \| (Zeitraum, Wochen auf Platz eins, Interpret, Titel, Autor[en], zusätzliche Informationen) \| \| \| \| \| \| ----------------------------------------------------------------------------------------- \| -------- \| ----------------------------------------------- \| ------------------------------------------------------------------------------------------------------------------------------------------------------------------------------------------------------------------------------ \| ------------------------- \| \| 30. Dezember 2005 – 5. Januar 2006 1 Woche \| 1 \| Sean Paul \| Ever Blazin’ Steven Michael Marsden, Sean Henriques, Jason Nicholas Henriques, Rohan Alphanso Stephens \| – \| \| 6. Januar 2006 – 26. Januar 2006 3 Wochen (insgesamt 4) \| 4 \| Juanes \| La camisa negra Juan Esteban Aristizábal Vázquez \| – \| \| 27. Januar 2006 – 2. Februar 2006 1 Woche (insgesamt 3) \| 3 \| Amine \| J’voulais Pascal Boniani Koeu, Djamel Fezari, Amine Mounder \| – \| \| 3. Februar 2006 – 9. Februar 2006 1 Woche \| 1 \| A. Dopouridis & N. Sedel & F. Worce \| Dora l’exploratrice Musik: Alain Paul Gera Dopouridis; Text: Nicolas Sedel, Fernando Worcel \| – \| \| 10. Februar 2006 – 23. Februar 2006 2 Wochen (insgesamt 3) \| 3 \| Amine \| J’voulais Pascal Boniani Koeu, Djamel Fezari, Amine Mounder \| – \| \| 24. Februar 2006 – 2. März 2006 1 Woche (insgesamt 6) \| 6 \| Pigloo \| Le Papa Pingouin Musik: Bernd Meinunger, Ralph Siegel junior; Text: Jean-Paul Cara, Pierre Delanoe \| – \| \| 3. März 2006 – 16. März 2006 2 Wochen \| 2 \| Zucchero \| Baila morena Adelmo Fornaciari, Roberto Zanetti, Raquel Diaz, Nuria Diaz Reguera \| – \| \| 17. März 2006 – 20. April 2006 5 Wochen (insgesamt 6) \| 6 \| Pigloo \| Le Papa Pengouin Musik: Bernd Meinunger, Ralph Siegel junior; Text: Jean-Paul Cara, Pierre Delanoe \| – \| \| 21. April 2006 – 27. April 2006 1 Woche \| 1 \| Diam’s \| La boulette (Génération nan nan) Musik: David Alain Hichem Bonnefoi, Sylvain Couturier, Antony Pierre Louis Sebastien Gouin, Matthiew Thierry Jangui Le Carpentier; Text: Mélanie Marie Ghisla Georgiades \| – \| \| 28. April 2006 – 1. Juni 2006 5 Wochen \| 5 \| Shakira feat. Wyclef Jean \| Hips Don’t Lie Omar Alfanno, Jerry Duplessis, Wyclef Jean, Shakira Isabel Mebarak, Latavia Chufon Parker, Luis Diaz \| – \| \| 2. Juni 2006 – 6. Juli 2006 5 Wochen \| 5 \| Crazy Frog \| We Are the Champions (Ding a Dang Dong) Frederick Mercury \| – \| \| 7. Juli 2006 – 20. Juli 2006 2 Wochen \| 2 \| Cauet \| Zidane y va marquer Salif Keïta, Jean-Pierre Dannic, Sébastien Cauet \| – \| \| 21. Juli 2006 – 17. August 2006 4 Wochen (insgesamt 5) \| 5 \| Gnarls Barkley \| Crazy Musik: Brian Joseph Burton, Thomas DeCarlo Callaway, Gian Franco Reverberi, Gian Piero Reverberi; Text: Brian Joseph Burton, Thomas DeCarlo Callaway \| – \| \| 18. August 2006 – 24. August 2006 1 Woche \| 1 \| Mylène Farmer \| Peut-être toi Musik: Laurent Pierre Marie Boutonnat; Text: Mylène Jeanne Gautier \| – \| \| 25. August 2006 – 31. August 2006 1 Woche \| 1 \| Bob Sinclar & Cutee B feat. Dollarman & Big Ali \| Rock This Party (Everybody Dance Now) Conrod Simeon Samuel, Naomi Goulbourne, Christophe Le Friant, Frédéric Christ Poulet, Robert Manuel Clivillés, Frederick Brandon Williams \| – \| \| 1. September 2006 – 7. September 2006 1 Woche \| 1 \| La Plage \| Coup de boule Franck Jean Alain Lascombes, Emmanuel David Lipszyc, Sébastien Charles Lipszyc \| – \| \| 8. September 2006 – 14. September 2006 1 Woche (insgesamt 5) \| 5 \| Gnarls Barkley \| Crazy Musik: Brian Joseph Burton, Thomas DeCarlo Callaway, Gian Franco Reverberi, Gian Piero Reverberi; Text: Brian Joseph Burton, Thomas DeCarlo Callaway \| – \| \| 15. September 2006 – 21. September 2006 1 Woche (insgesamt 6) \| 6 \| Faf Larage \| Pas le temps Raphaël Mussard, Ambroise M’balla \| – \| \| 22. September 2006 – 28. September 2006 1 Woche \| 1 \| Moby & Mylène Farmer \| Slipping Away (Crier la vie) Richard Melville Hall, Mylène Jeanne Gautier \| – \| \| 29. September 2006 – 12. Oktober 2006 2 Wochen (insgesamt 6) \| 6 \| Faf Larage \| Pas le temps Raphaël Mussard, Ambroise M’balla \| – \| \| 13. Oktober 2006 – 19. Oktober 2006 1 Woche \| 1 \| Faudel \| Mon pays Musik: Frédéric Chateau; Text: Frédéric Lebovici \| – \| \| 20. Oktober 2006 – 9. November 2006 3 Wochen (insgesamt 6) \| 6 \| Faf Larage \| Pas le temps Raphaël Mussard, Ambroise M’balla \| – \| \| 10. November 2006 – 16. November 2006 1 Woche (insgesamt 2) \| 2 \| Kamini \| Marly-Gomont Kamini Kuyena Zantoko \| – \| \| 17. November 2006 – 6. Januar 2007 7 Wochen \| 7 \| Fatal Bazooka \| Fous ta cagoule Matthieu Sylvain Balanca, Michaël Benayoun, Dominique Vincent Gauriaud, Jurij Prette, Nicolas Laurent Patrice Brisson, William Marc Emmanuel Geslin, Benjamin Clement Morgaine, Vincent Robert Pascal Desagnat \| – \| |                                                        |                                                        | |                           |
| ← 2005 |                                                        |                                                        | | → 2007 →                  |
| Zeitraum | Wo. ges.                                               | Interpret                                              | Titel Autor(en) | Zusätzliche Informationen |
| (Zeitraum, Wochen auf Platz eins, Interpret, Titel, Autor[en], zusätzliche Informationen) |                                                        |                                                        | |                           |
| 30. Dezember 2005 – 5. Januar 2006 1 Woche | 1                                                      | Sean Paul                                              | Ever Blazin’ Steven Michael Marsden, Sean Henriques, Jason Nicholas Henriques, Rohan Alphanso Stephens | –                         |
| 6. Januar 2006 – 26. Januar 2006 3 Wochen (insgesamt 4) | 4                                                      | Juanes                                                 | La camisa negra Juan Esteban Aristizábal Vázquez | –                         |
| 27. Januar 2006 – 2. Februar 2006 1 Woche (insgesamt 3) | 3                                                      | Amine                                                  | J’voulais Pascal Boniani Koeu, Djamel Fezari, Amine Mounder | –                         |
| 3. Februar 2006 – 9. Februar 2006 1 Woche | 1                                                      | A. Dopouridis & N. Sedel & F. Worce                    | Dora l’exploratrice Musik: Alain Paul Gera Dopouridis; Text: Nicolas Sedel, Fernando Worcel | –                         |
| 10. Februar 2006 – 23. Februar 2006 2 Wochen (insgesamt 3) | 3                                                      | Amine                                                  | J’voulais Pascal Boniani Koeu, Djamel Fezari, Amine Mounder | –                         |
| 24. Februar 2006 – 2. März 2006 1 Woche (insgesamt 6) | 6                                                      | Pigloo                                                 | Le Papa Pingouin Musik: Bernd Meinunger, Ralph Siegel junior; Text: Jean-Paul Cara, Pierre Delanoe | –                         |
| 3. März 2006 – 16. März 2006 2 Wochen | 2                                                      | Zucchero                                               | Baila morena Adelmo Fornaciari, Roberto Zanetti, Raquel Diaz, Nuria Diaz Reguera | –                         |
| 17. März 2006 – 20. April 2006 5 Wochen (insgesamt 6) | 6                                                      | Pigloo                                                 | Le Papa Pengouin Musik: Bernd Meinunger, Ralph Siegel junior; Text: Jean-Paul Cara, Pierre Delanoe | –                         |
| 21. April 2006 – 27. April 2006 1 Woche | 1                                                      | Diam’s                                                 | La boulette (Génération nan nan) Musik: David Alain Hichem Bonnefoi, Sylvain Couturier, Antony Pierre Louis Sebastien Gouin, Matthiew Thierry Jangui Le Carpentier; Text: Mélanie Marie Ghisla Georgiades                      | –                         |
| 28. April 2006 – 1. Juni 2006 5 Wochen | 5                                                      | Shakira feat. Wyclef Jean                              | Hips Don’t Lie Omar Alfanno, Jerry Duplessis, Wyclef Jean, Shakira Isabel Mebarak, Latavia Chufon Parker, Luis Diaz | –                         |
| 2. Juni 2006 – 6. Juli 2006 5 Wochen | 5                                                      | Crazy Frog                                             | We Are the Champions (Ding a Dang Dong) Frederick Mercury | –                         |
| 7. Juli 2006 – 20. Juli 2006 2 Wochen | 2                                                      | Cauet                                                  | Zidane y va marquer Salif Keïta, Jean-Pierre Dannic, Sébastien Cauet | –                         |
| 21. Juli 2006 – 17. August 2006 4 Wochen (insgesamt 5) | 5                                                      | Gnarls Barkley                                         | Crazy Musik: Brian Joseph Burton, Thomas DeCarlo Callaway, Gian Franco Reverberi, Gian Piero Reverberi; Text: Brian Joseph Burton, Thomas DeCarlo Callaway                                                                     | –                         |
| 18. August 2006 – 24. August 2006 1 Woche | 1                                                      | Mylène Farmer                                          | Peut-être toi Musik: Laurent Pierre Marie Boutonnat; Text: Mylène Jeanne Gautier | –                         |
| 25. August 2006 – 31. August 2006 1 Woche | 1                                                      | Bob Sinclar & Cutee B feat. Dollarman & Big Ali        | Rock This Party (Everybody Dance Now) Conrod Simeon Samuel, Naomi Goulbourne, Christophe Le Friant, Frédéric Christ Poulet, Robert Manuel Clivillés, Frederick Brandon Williams                                                | –                         |
| 1. September 2006 – 7. September 2006 1 Woche | 1                                                      | La Plage                                               | Coup de boule Franck Jean Alain Lascombes, Emmanuel David Lipszyc, Sébastien Charles Lipszyc | –                         |
| 8. September 2006 – 14. September 2006 1 Woche (insgesamt 5) | 5                                                      | Gnarls Barkley                                         | Crazy Musik: Brian Joseph Burton, Thomas DeCarlo Callaway, Gian Franco Reverberi, Gian Piero Reverberi; Text: Brian Joseph Burton, Thomas DeCarlo Callaway                                                                     | –                         |
| 15. September 2006 – 21. September 2006 1 Woche (insgesamt 6) | 6                                                      | Faf Larage                                             | Pas le temps Raphaël Mussard, Ambroise M’balla | –                         |
| 22. September 2006 – 28. September 2006 1 Woche | 1                                                      | Moby & Mylène Farmer                                   | Slipping Away (Crier la vie) Richard Melville Hall, Mylène Jeanne Gautier | –                         |
| 29. September 2006 – 12. Oktober 2006 2 Wochen (insgesamt 6) | 6                                                      | Faf Larage                                             | Pas le temps Raphaël Mussard, Ambroise M’balla | –                         |
| 13. Oktober 2006 – 19. Oktober 2006 1 Woche | 1                                                      | Faudel                                                 | Mon pays Musik: Frédéric Chateau; Text: Frédéric Lebovici | –                         |
| 20. Oktober 2006 – 9. November 2006 3 Wochen (insgesamt 6) | 6                                                      | Faf Larage                                             | Pas le temps Raphaël Mussard, Ambroise M’balla | –                         |
| 10. November 2006 – 16. November 2006 1 Woche (insgesamt 2) | 2                                                      | Kamini                                                 | Marly-Gomont Kamini Kuyena Zantoko | –                         |
| 17. November 2006 – 6. Januar 2007 7 Wochen | 7                                                      | Fatal Bazooka                                          | Fous ta cagoule Matthieu Sylvain Balanca, Michaël Benayoun, Dominique Vincent Gauriaud, Jurij Prette, Nicolas Laurent Patrice Brisson, William Marc Emmanuel Geslin, Benjamin Clement Morgaine, Vincent Robert Pascal Desagnat | –                         |

## Alben
| ← 2005 ← | Liste der Nummer-eins-Hits in Frankreich | Liste der Nummer-eins-Hits in Frankreich | Liste der Nummer-eins-Hits in Frankreich | 2007 →                    |
| \| Zeitraum \| Wo. ges. \| Interpret \| Titel \| Zusätzliche Informationen \| \| (Zeitraum, Wochen auf Platz eins, Interpret, Titel, zusätzliche Informationen) \| \| \| \| \| \| ------------------------------------------------------------------------------ \| -------- \| -------------------------- \| -------------------------------------- \| ------------------------- \| \| 23. Dezember 2005 – 5. Januar 2006 2 Wochen \| 2 \| Indochine \| Alice & June \| – \| \| 6. Januar 2006 – 12. Januar 2006 1 Woche \| 1 \| Fonky Family \| Marginal musique \| – \| \| 13. Januar 2006 – 19. Januar 2006 1 Woche \| 1 \| Natasha St-Pier \| Longueur d’ondes \| – \| \| 20. Januar 2006 – 2. Februar 2006 2 Wochen \| 2 \| M. Pokora \| Player \| – \| \| 3. Februar 2006 – 9. Februar 2006 1 Woche (insgesamt 2) \| 2 \| Diam’s \| Dans ma bulle \| – \| \| 10. Februar 2006 – 16. Februar 2006 1 Woche \| 1 \| Booba \| Ouest side \| – \| \| 17. Februar 2006 – 23. Februar 2006 1 Woche (insgesamt 2) \| 2 \| Diam’s \| Dans ma bulle \| – \| \| 24. Februar 2006 – 9. März 2006 2 Wochen \| 2 \| Upa Dance \| Un, dos, tres \| – \| \| 10. März 2006 – 16. März 2006 1 Woche \| 1 \| Placebo \| Meds \| – \| \| 17. März 2006 – 30. März 2006 2 Wochen \| 2 \| Patrick Bruel \| Des souvenirs devant … \| – \| \| 31. März 2006 – 4. Mai 2006 5 Wochen \| 5 \| Les Enfoirés \| 2006: Le village des Enfoirés \| – \| \| 5. Mai 2006 – 11. Mai 2006 1 Woche \| 1 \| Red Hot Chili Peppers \| Stadium Arcadium \| – \| \| 12. Mai 2006 – 25. Mai 2006 2 Wochen \| 2 \| Pascal Obispo \| Les fleurs du bien \| – \| \| 26. Mai 2006 – 1. Juni 2006 1 Woche \| 1 \| Sniper \| Trait pour trait \| – \| \| 2. Juni 2006 – 8. Juni 2006 1 Woche \| 1 \| Nâdiya \| Nadiya \| – \| \| 9. Juni 2006 – 22. Juni 2006 2 Wochen \| 2 \| Garou \| Garou \| – \| \| 23. Juni 2006 – 3. August 2006 6 Wochen \| 6 \| Laurent Voulzy \| La septiéme vague \| – \| \| 4. August 2006 – 17. August 2006 2 Wochen (insgesamt 13) \| 13 \| Raphaël \| Caravane \| – \| \| 18. August 2006 – 24. August 2006 1 Woche \| 1 \| Olivia Ruiz \| La femme chocolat (mmm …) \| – \| \| 25. August 2006 – 31. August 2006 1 Woche \| 1 \| Charlotte Gainsbourg \| 5:55 \| – \| \| 1. September 2006 – 14. September 2006 2 Wochen \| 2 \| Johnny Hallyday \| Flashback Tour – Palais de Sports 2006 \| – \| \| 15. September 2006 – 21. September 2006 1 Woche \| 1 \| Hélène Ségara \| Quand l’eternité … \| – \| \| 22. September 2006 – 28. September 2006 1 Woche \| 1 \| Vincent Delerm \| Les piqures d’araignée \| – \| \| 29. September 2006 – 12. Oktober 2006 2 Wochen \| 2 \| Renaud \| Rouge sang \| – \| \| 13. Oktober 2006 – 26. Oktober 2006 2 Wochen (insgesamt 3) \| 3 \| Yannick Noah \| Charango \| – \| \| 27. Oktober 2006 – 2. November 2006 1 Woche \| 1 \| (Verschiedene Interpreten) \| La compil du lapinou \| – \| \| 3. November 2006 – 9. November 2006 1 Woche (insgesamt 7) \| 7 \| Bénabar \| Reprise des négociations \| – \| \| 10. November 2006 – 16. November 2006 1 Woche \| 1 \| Michel Sardou \| Hors format \| – \| \| 17. November 2006 – 23. November 2006 1 Woche \| 1 \| The Beatles \| Love \| – \| \| 24. November 2006 – 30. November 2006 1 Woche (insgesamt 7) \| 7 \| Bénabar \| Reprise des négociations \| – \| \| 1. Dezember 2006 – 7. Dezember 2006 1 Woche \| 1 \| Mylène Farmer \| Avant que l’ombre … à Bercy \| – \| \| 8. Dezember 2006 – 30. Dezember 2006 3 Wochen (insgesamt 7) \| 7 \| Bénabar \| Reprise des négociations \| – \| \| 31. Dezember 2006 – 6. Januar 2007 1 Woche (insgesamt 3) \| 3 \| Yannick Noah \| Charango \| – \| |                                          |                                          |                                          |                           |
| ← 2005 |                                          |                                          |                                          | → 2007 →                  |
| Zeitraum | Wo. ges.                                 | Interpret                                | Titel                                    | Zusätzliche Informationen |
| (Zeitraum, Wochen auf Platz eins, Interpret, Titel, zusätzliche Informationen) |                                          |                                          |                                          |                           |
| 23. Dezember 2005 – 5. Januar 2006 2 Wochen | 2                                        | Indochine                                | Alice & June                             | –                         |
| 6. Januar 2006 – 12. Januar 2006 1 Woche | 1                                        | Fonky Family                             | Marginal musique                         | –                         |
| 13. Januar 2006 – 19. Januar 2006 1 Woche | 1                                        | Natasha St-Pier                          | Longueur d’ondes                         | –                         |
| 20. Januar 2006 – 2. Februar 2006 2 Wochen | 2                                        | M. Pokora                                | Player                                   | –                         |
| 3. Februar 2006 – 9. Februar 2006 1 Woche (insgesamt 2) | 2                                        | Diam’s                                   | Dans ma bulle                            | –                         |
| 10. Februar 2006 – 16. Februar 2006 1 Woche | 1                                        | Booba                                    | Ouest side                               | –                         |
| 17. Februar 2006 – 23. Februar 2006 1 Woche (insgesamt 2) | 2                                        | Diam’s                                   | Dans ma bulle                            | –                         |
| 24. Februar 2006 – 9. März 2006 2 Wochen | 2                                        | Upa Dance                                | Un, dos, tres                            | –                         |
| 10. März 2006 – 16. März 2006 1 Woche | 1                                        | Placebo                                  | Meds                                     | –                         |
| 17. März 2006 – 30. März 2006 2 Wochen | 2                                        | Patrick Bruel                            | Des souvenirs devant …                   | –                         |
| 31. März 2006 – 4. Mai 2006 5 Wochen | 5                                        | Les Enfoirés                             | 2006: Le village des Enfoirés            | –                         |
| 5. Mai 2006 – 11. Mai 2006 1 Woche | 1                                        | Red Hot Chili Peppers                    | Stadium Arcadium                         | –                         |
| 12. Mai 2006 – 25. Mai 2006 2 Wochen | 2                                        | Pascal Obispo                            | Les fleurs du bien                       | –                         |
| 26. Mai 2006 – 1. Juni 2006 1 Woche | 1                                        | Sniper                                   | Trait pour trait                         | –                         |
| 2. Juni 2006 – 8. Juni 2006 1 Woche | 1                                        | Nâdiya                                   | Nadiya                                   | –                         |
| 9. Juni 2006 – 22. Juni 2006 2 Wochen | 2                                        | Garou                                    | Garou                                    | –                         |
| 23. Juni 2006 – 3. August 2006 6 Wochen | 6                                        | Laurent Voulzy                           | La septiéme vague                        | –                         |
| 4. August 2006 – 17. August 2006 2 Wochen (insgesamt 13) | 13                                       | Raphaël                                  | Caravane                                 | –                         |
| 18. August 2006 – 24. August 2006 1 Woche | 1                                        | Olivia Ruiz                              | La femme chocolat (mmm …)                | –                         |
| 25. August 2006 – 31. August 2006 1 Woche | 1                                        | Charlotte Gainsbourg                     | 5:55                                     | –                         |
| 1. September 2006 – 14. September 2006 2 Wochen | 2                                        | Johnny Hallyday                          | Flashback Tour – Palais de Sports 2006   | –                         |
| 15. September 2006 – 21. September 2006 1 Woche | 1                                        | Hélène Ségara                            | Quand l’eternité …                       | –                         |
| 22. September 2006 – 28. September 2006 1 Woche | 1                                        | Vincent Delerm                           | Les piqures d’araignée                   | –                         |
| 29. September 2006 – 12. Oktober 2006 2 Wochen | 2                                        | Renaud                                   | Rouge sang                               | –                         |
| 13. Oktober 2006 – 26. Oktober 2006 2 Wochen (insgesamt 3) | 3                                        | Yannick Noah                             | Charango                                 | –                         |
| 27. Oktober 2006 – 2. November 2006 1 Woche | 1                                        | (Verschiedene Interpreten)               | La compil du lapinou                     | –                         |
| 3. November 2006 – 9. November 2006 1 Woche (insgesamt 7) | 7                                        | Bénabar                                  | Reprise des négociations                 | –                         |
| 10. November 2006 – 16. November 2006 1 Woche | 1                                        | Michel Sardou                            | Hors format                              | –                         |
| 17. November 2006 – 23. November 2006 1 Woche | 1                                        | The Beatles                              | Love                                     | –                         |
| 24. November 2006 – 30. November 2006 1 Woche (insgesamt 7) | 7                                        | Bénabar                                  | Reprise des négociations                 | –                         |
| 1. Dezember 2006 – 7. Dezember 2006 1 Woche | 1                                        | Mylène Farmer                            | Avant que l’ombre … à Bercy              | –                         |
| 8. Dezember 2006 – 30. Dezember 2006 3 Wochen (insgesamt 7) | 7                                        | Bénabar                                  | Reprise des négociations                 | –                         |
| 31. Dezember 2006 – 6. Januar 2007 1 Woche (insgesamt 3) | 3                                        | Yannick Noah                             | Charango                                 | –                         |